# Bord-Saint-Georges
Bord-Saint-Georges ist eine Gemeinde in Frankreich. Sie gehört zur Region Nouvelle-Aquitaine, zum Département Creuse, zum Arrondissement Aubusson und zum Kanton Boussac. Sie grenzt im Norden an Lavaufranche und Soumans, im Osten an Verneiges und Auge, im Süden an Lussat und Gouzon sowie im Westen an Trois-Fonds und Toulx-Sainte-Croix.

## Bevölkerungsentwicklung
| Jahr      | 1962 | 1968 | 1975 | 1982 | 1990 | 1999 | 2008 | 2018 |
| --------- | ---- | ---- | ---- | ---- | ---- | ---- | ---- | ---- |
| Einwohner | 620  | 568  | 528  | 435  | 343  | 336  | 359  | 351  |

## Sehenswürdigkeiten
- Kirche Saint-Sulpice
- Grammontenserpriorat Jaillat